# Donja Jablanica
Donja Jablanica je naseljeno mjesto u općini Jablanica, Federacija Bosne i Hercegovine, BiH.

## Geografski položaj
Smještena je oko tri kilometra južno od općinskog središta u Jablanici. Nalazi se na oko 150 metara nadmorske visine u manjem proširenju u dolini Neretve, u podnožju Čvrsnice. 
Kroz naselje prolazi magistralna cesta M 17 Sarajevo – Mostar. U Donjoj Jablanici se nalazi željeznička stanica Jablanica na prugi Sarajevo – Ploče.

## Povijest
U Donjoj Jablanici je bilo deset srednjovjekovnih stećaka od kojih su sačuvana samo dva.
U noći s 3. na 4. listopada 2024. područje Donje Jablanice je pogodilo nevrijeme koje je izazvalo poplave i klizište koje je kamenjem, muljem i otpadom s obližnjeg kamenoloma zatrpalo dio naselja. Smrtno je stradalo više osoba, a uništeni su deseci objekata.

## Stanovništvo

### 1991.
Nacionalni sastav stanovništva 1991. godine, bio je sljedeći:
ukupno: 491
- Muslimani - 441
- Hrvati - 31
- Jugoslaveni - 10
- Srbi - 2
- ostali, neopredijeljeni i nepoznato - 7

### 2013.
Nacionalni sastav stanovništva 2013. godine, bio je sljedeći:
ukupno: 440
- Bošnjaci - 429
- Hrvati - 1
- ostali, neopredijeljeni i nepoznato - 10